# CRDA Cant Z.501
Die CANT Z.501 Gabbiano (deutsch Möwe) war ein einmotoriges italienisches Flugboot von 1934.

## Entwicklung
Die CANT Z.501 diente in der Regia Aeronautica als Seeaufklärer und Fernbomber. Entwickelt wurde die Maschine von Filippo Zappata von CRDA (Cantiere Riuniti dell’Adriatico).
Der Erstflug erfolgte am 7. Februar 1934. Mit der Maschine wurden 1934/35 zwei Langstreckenrekorde aufgestellt. Der erste Flug führte von Monfalcone bei Triest nach Massaua in Eritrea über 4120 km. Der zweite Flug ging nach Berbera in Nord-Somalia über 4957 km. Die Serienproduktion der Maschine begann ab 1935.
Das Flugzeug wurde im Spanischen Bürgerkrieg auf der Seite der Nationalisten Francos von Mallorca aus eingesetzt.
Zu Beginn des Zweiten Weltkriegs besaß Italien über 200 Maschinen dieses Typs. Sie dienten hauptsächlich für Patrouillenflüge über dem Mittelmeer und zur Seenotrettung. Mitte 1941 versenkte eine Z.501 das britische U-Boot HMS Union.
Nach der Kapitulation Italiens am 8. September 1943 dienten einige Exemplare der Republik von Salò in der Aeronautica Cobelligerante Italiana. Auch die rumänische Luftwaffe benutzte einige Maschinen zur Küstenüberwachung.
Insgesamt wurden 454 Maschinen hergestellt. Die letzten Maschinen wurden 1950 ausgemustert.

## Technische Daten

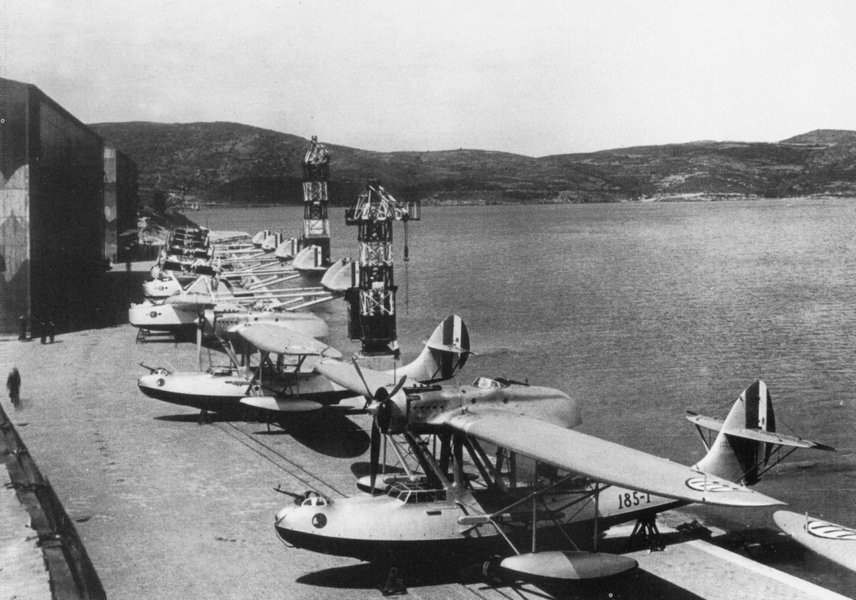
CANT Z.501

| Kenngröße             | Daten                                                                     |
| --------------------- | ------------------------------------------------------------------------- |
| Besatzung             | 4–5                                                                       |
| Länge                 | 14,30 m                                                                   |
| Spannweite            | 22,50 m                                                                   |
| Höhe                  | 4,40 m                                                                    |
| Flügelfläche          | 62 m²                                                                     |
| Flügelstreckung       | 8,2                                                                       |
| Leermasse             | 3850 kg                                                                   |
| max. Startmasse       | 7050 kg                                                                   |
| Höchstgeschwindigkeit | 275 km/h                                                                  |
| Dienstgipfelhöhe      | 7000 m                                                                    |
| Reichweite            | 1223 km                                                                   |
| Triebwerke            | ein 12-Zylinder-V-Motor Isotta Fraschini Asso XI RC2C.15, 900 PS (662 kW) |
| Bewaffnung            | drei 7,7-mm-MGs, 640 kg Bomben                                            |